# Schwarzer See (Buckow)
Der Schwarze See ist ein rund 3,5 Hektar großes Gewässer auf der Gemarkung der Stadt Buckow im Landkreis Märkisch-Oderland im Land Brandenburg.
Der See liegt südlich des Stadtzentrums und dort östlich der Bahnstrecke der Buckower Kleinbahn, die annähernd Nord-Süd-Richtung am Gewässer vorbeiführt. Von Westen kommend stellt der Damsdorfer Weg eine Verbindung zu der Bebauung her, die sich am westlichen Ufer befindet. Dort ist mit dem Abflussgraben Schwarzer See auch der einzige Abfluss, der in die Stöbber mündet.